# یواس‌اس سوتلند (آی‌ایکس-۱۶۸)
یواس‌اس سوتلند (آی‌ایکس-۱۶۸) (به انگلیسی: USS Southland (IX-168)) یک کشتی بود که طول آن ۳۰۱ فوت (۹۲ متر) بود.